# ورزشگاه ژنرال سینی کنچه
ورزشگاه ژنرال سینی کنچه (انگلیسی: Stade Général Seyni Kountché) یک ورزشگاه چندمنظوره در شهر نیامی، نیجر است.
این ورزشگاه که در سال ۱۹۸۹ تاسیس شده دارای ۵۰٬۰۰۰ نفر ظرفیت است و ورزشگاه خانگی تیم ملی فوتبال نیجر محسوب میشود.

## نگارخانه

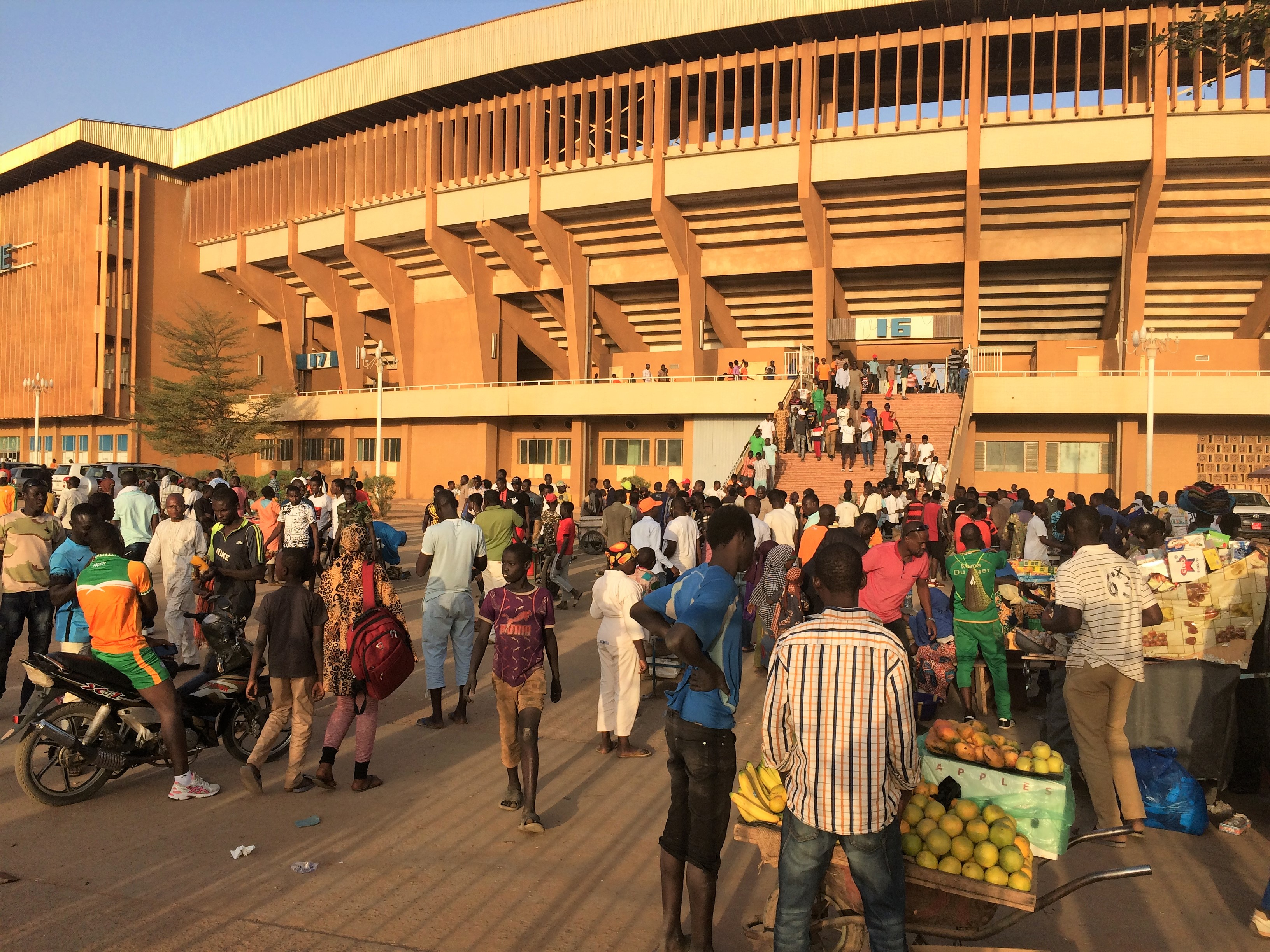
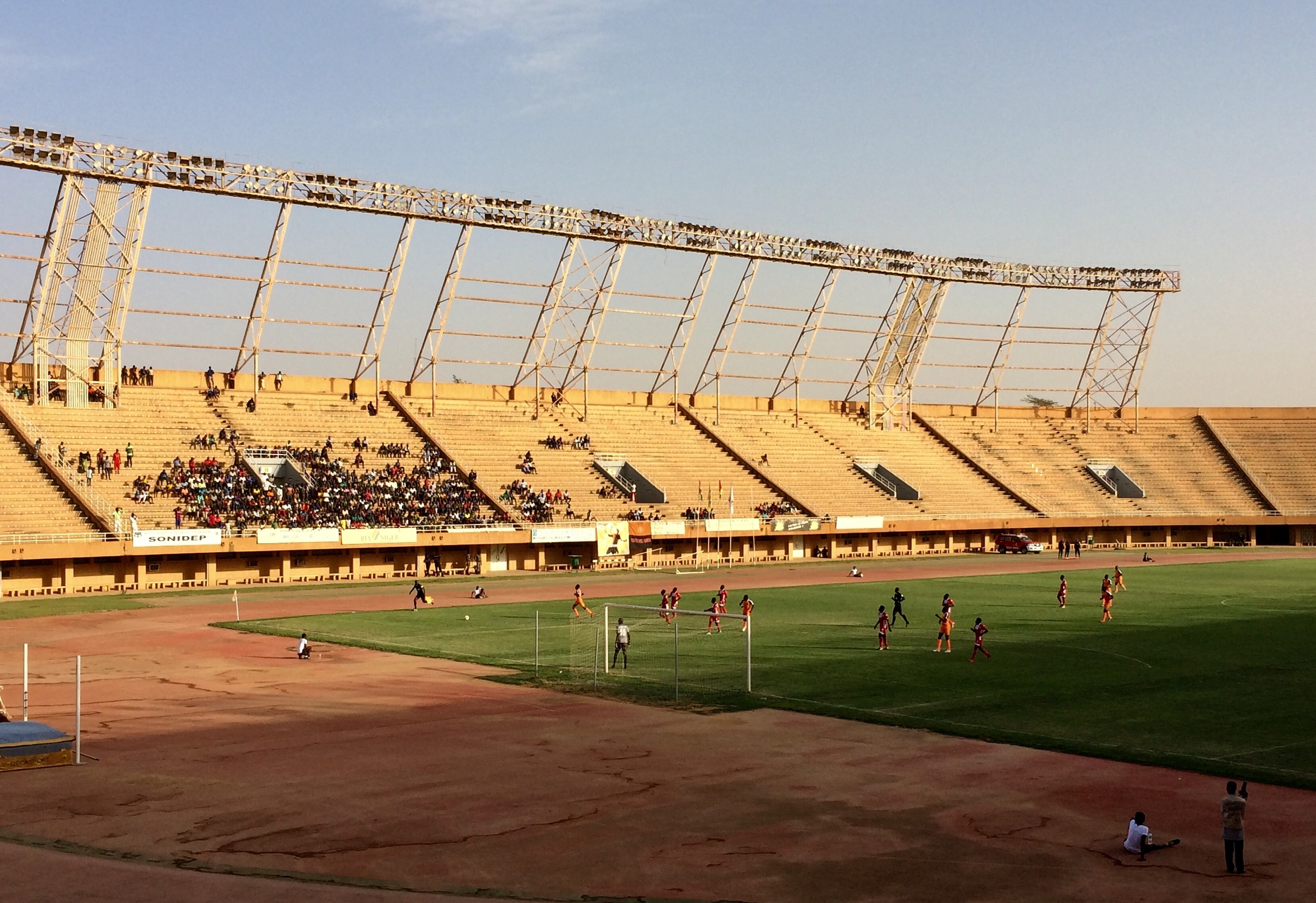
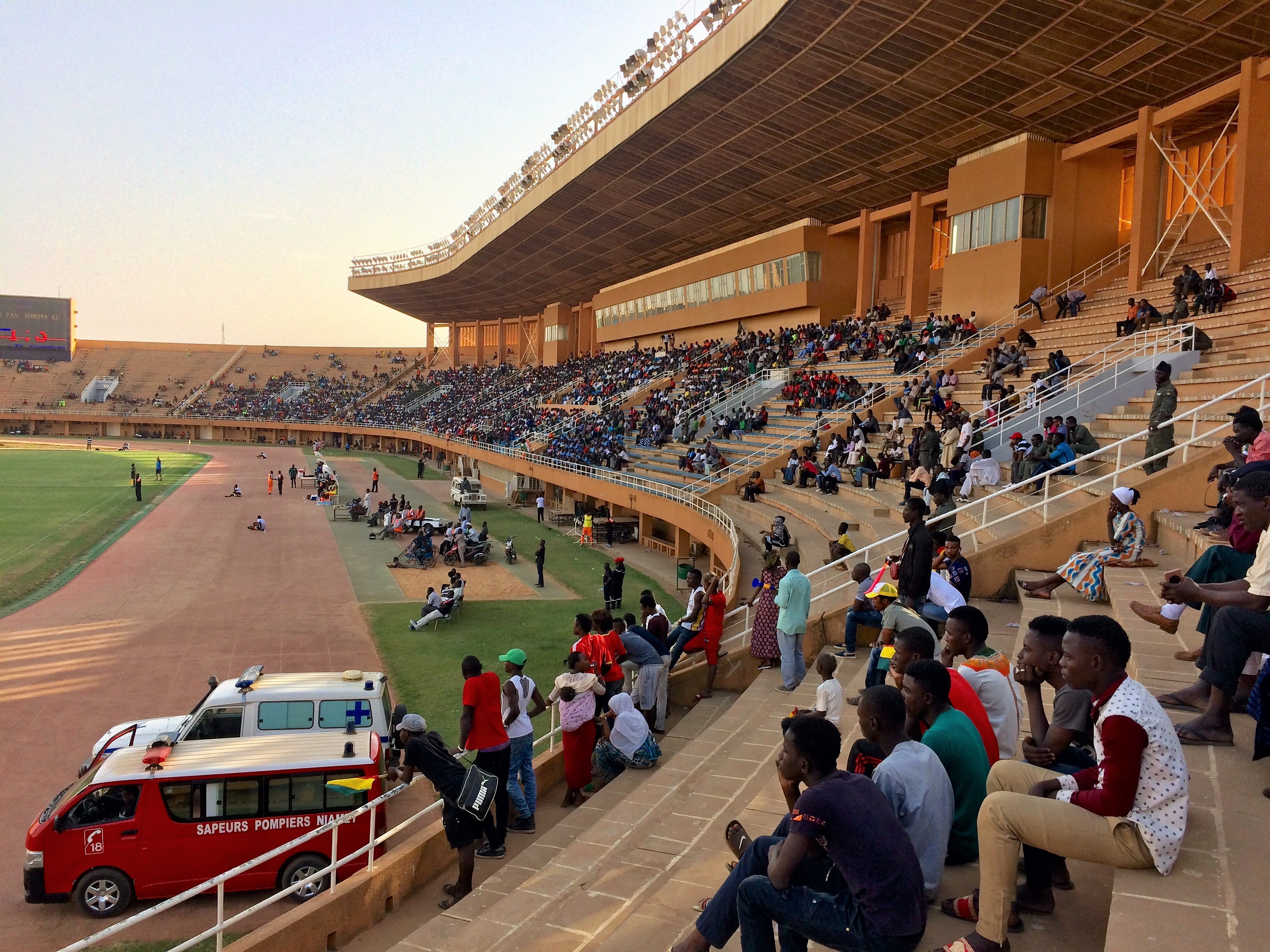
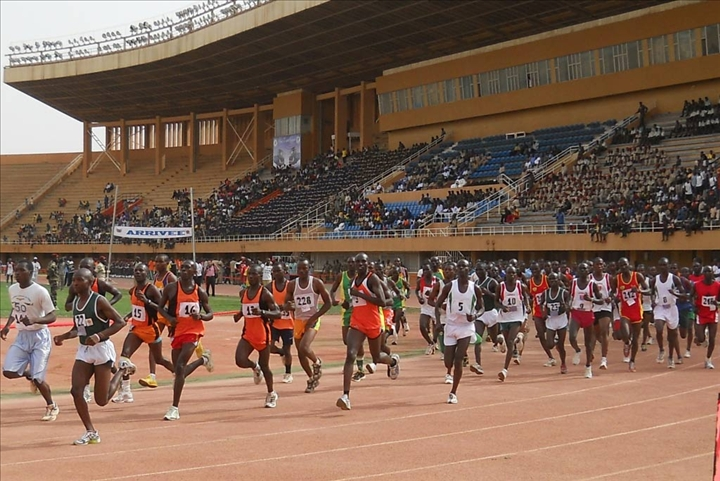